# Kanton Tours-2
 Tours-2    is een kanton van het Franse departement Indre-et-Loire. Het kanton maakt deel uit van het arrondissement Tours.    

In 2020 telde het 32.291 inwoners.

Het kanton werd gevormd ingevolge het decreet van 18 februari 2014 met uitwerking op 22 maart 2015, met  Tours als hoofdplaats.

## Gemeenten
Het kanton omvat enkel een oostelijk deel van de gemeente Tours